# Teilmonopol
Das Teilmonopol bezeichnet in den Wirtschaftswissenschaften eine asymmetrische Marktform. Zahlreichen Nachfragern auf der einen Seite stehen ein großer Anbieter (der Teilmonopolist) und ein oder mehrere kleine Anbieter auf der anderen Seite gegenüber. Beim Teilmonopol dominiert ein Anbieter also marktanteilsmäßig die übrigen Wettbewerber.

## Preisbildung
Bedingt durch die asymmetrische Marktform, wählen die Anbieter beim Teilmonopol unterschiedliche Strategien und weisen unterschiedliche Angebotsfunktionen auf. Die Angebotsfunktionen der kleinen Anbieter ergeben sich aus ihren Grenzkosten. Die kleineren Wettbewerber haben aufgrund der geringeren Betriebsgröße höhere Grenzkosten als der Teilmonopolist. Die kleineren Anbieter werden wie beim Polypol die Strategie der Mengenanpassung wählen. Sie sind also autonome Preisnehmer und Mengenanpasser. Das heißt, sie werden den vom Teilmonopolisten bestimmten Preis übernehmen und ihre jeweilige Absatzmenge diesem Preis anpassen.
Dem Teilmonopolisten fällt dagegen die Rolle zu, den Preis festzulegen. Um das Ziel der kurzfristigen Gewinnmaximierung zu erreichen, betreibt er die sogenannte Überlegenheitsstrategie. Das bedeutet, beim Festlegen des gewinnmaximalen Preises berücksichtigt der Teilmonopolist das voraussichtliche Angebot der kleineren Konkurrenten am Markt. Die Preis-Absatz-Funktion des Teilmonopolisten entspricht deshalb der um die aggregierte Angebotsfunktion der kleineren Anbieter korrigierten Nachfragefunktion. Der Teilmonopolist kalkuliert also bei der Überlegenheitsstrategie, wie er unter Berücksichtigung der Absatzmenge der kleineren Konkurrenten seinen Gewinn maximieren kann. Bei der Gewinnmaximierung des Teilmonopols gilt dabei ebenso wie beim Monopol: Grenzkosten = Grenzerlös. Allerdings leitet sich die Grenzerlösfunktion für den Teilmonopolisten nicht von der Gesamtnachfrage, sondern von der korrigierten Nachfragefunktion ab.
Plant der Teilmonopolist jedoch langfristig, könnten Anreize bestehen, sehr niedrige Preise zu setzen, um die kleineren Konkurrenten zu verdrängen und eine uneingeschränkte Monopolstellung zu realisieren. Diese Strategie der Marktverdrängung führt aber zu Gewinnverzichten in der Gegenwart und birgt die Gefahr, durch hohe Monopolgewinne später wieder neue Konkurrenten anzulocken.

## Marktergebnis
Wählt der Teilmonopolist die Überlegenheitsstrategie, ergibt sich ein gänzlich anderes Marktergebnis, als wenn er eine wettbewerbliche Strategie wählen würde: Der Teilmonopolist setzt ähnlich einem Monopolisten einen höheren Preis als im Wettbewerbsfall. Durch den höheren Preis fällt die Gesamtnachfrage geringer aus. Ein auf den ersten Blick kurioses Ergebnis ergibt sich hinsichtlich der jeweiligen Marktanteile: Die kleineren Anbieter reagieren als Polypolisten auf den gestiegenen Marktpreis mit einer höheren Angebotsmenge, während der Teilmonopolist eine geringere Angebotsmenge in Kauf nimmt, um den höheren Preis durchzusetzen. Somit verzichtet der Teilmonopolist durch seine Überlegenheitsstrategie auf Marktanteile, um seinen Gewinn zu maximieren.

## Teilmonopol und Marktführerschaft
Einem Teilmonopolisten fällt auf seinem jeweiligen Markt immer die Stellung des Marktführers zu. Als Marktführer wird in der Regel das Unternehmen bezeichnet, welches von allen Anbietern den höchsten Marktanteil besitzt. Das Kriterium des höchsten Marktanteils ist zwar ein notwendiges, doch kein hinreichendes Kriterium für einen Teilmonopolisten. Das bedeutet, nicht jeder Marktführer kann zwingend als Teilmonopolist bezeichnet werden. Denn nicht jeder Marktführer ist in der Lage, den kleineren Konkurrenten die Preise zu "diktieren". Wenn sich der Marktführer seinen Konkurrenten gar nicht überlegen fühlt, wählt er anstatt der Überlegenheitsstrategie eine Wettbewerbsstrategie. Das heißt, er verhält sich wie die anderen Anbieter auch als ein Polypolist. Dies bedeutet, dass zu unterscheiden gilt, ob ein Unternehmen nur den höchsten Marktanteil in einem relevanten Markt besitzt, oder ob es diese Stellung aktiv ausnutzt, um monopolähnliche Preise durchsetzen zu können.

## Regulierungsbedarf
Ein Teilmonopolist setzt durch seine außergewöhnliche Stellung am Markt einen höheren Preis durch als der Marktpreis im Falle vollkommenen Wettbewerbs. Dies führt dazu, dass auf dem Teilmonopolmarkt keine allokative Effizienz erreicht wird. Damit stellt sich die Frage, inwiefern im Rahmen der Wettbewerbspolitik in einen solchen Markt regulierend eingegriffen werden sollte. Das Gesetz gegen Wettbewerbsbeschränkungen (GWB) kennt weder den Begriff des Teilmonopols noch den der Marktführerschaft. Nach § 18 GWB hat aber ein Unternehmen eine „marktbeherrschende Stellung“, wenn es keine Wettbewerber hat, keinem wesentlichen Wettbewerb ausgesetzt ist oder eine im Verhältnis zu seinen Wettbewerbern überragende Marktstellung hat. Als Kriterien für eine solche Marktstellung gelten unter anderem der Marktanteil, die Finanzkraft und die Verflechtung mit anderen Unternehmen. Eine marktbeherrschende Stellung als solche stellt dabei kein Problem dar. Erst das missbräuchliche Ausnutzen einer marktbeherrschenden Stellung ist nach § 19 GWB verboten.
Grundsätzlich wäre wettbewerbspolitisch auch die Zerschlagung bei einem Teilmonopol denkbar. Dies ist aber im deutschen Wettbewerbsrecht nicht vorgesehen. Zugelassen sind allerdings Fusionskontrollen, um das Entstehen von marktbeherrschenden Unternehmen zu verhindern.

## Beispiel für ein Teilmonopol
Als ein prominentes Beispiel für ein Teilmonopol kann die OPEC (Organisation Erdölexportierender Länder) betrachtet werden. Die OPEC hält weltweit nicht nur den größten Marktanteil bei der Förderung von Erdöl, sondern übt mit seiner Förderpolitik massiven Einfluss auf den Weltmarktpreis aus.